# 장 푸르네

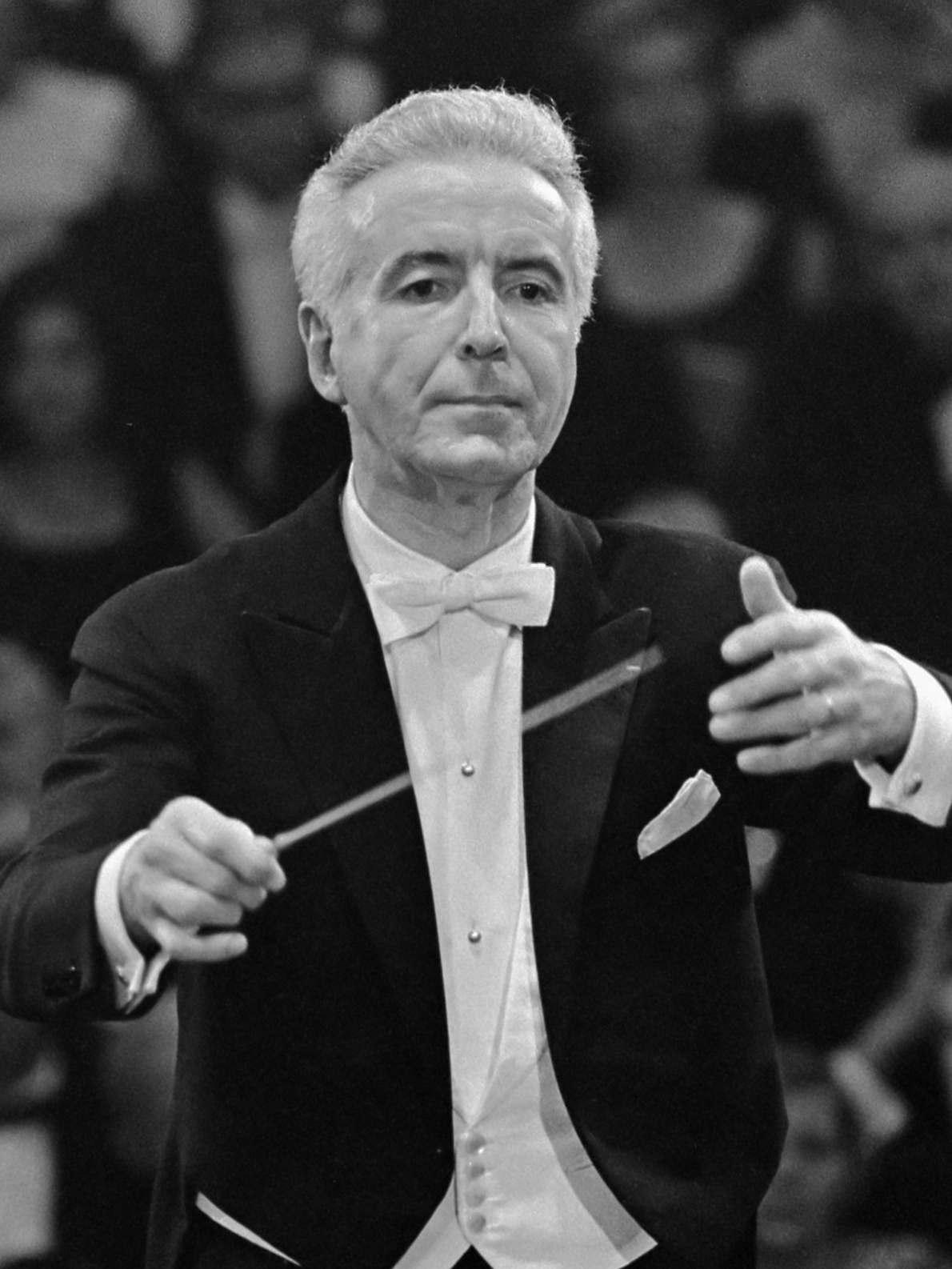
1967년

장 푸르네(Jean Fournet, 1913년 4월 14일 ~ 2008년 11월 3일)는 프랑스의 플룻 연주자이자 지휘자이다.
1913년 루앙에서 태어났다. 그의 아버지는 플룻 연주자였으며 그에게 플룻과 음악 이론에 대한 가르침을 주었다. 파리 음악원에서 훈련을 받았다. 대체로 프랑스에서 활약하였으나, 외국에서의 객연도 많이 하였다. 특히 프랑스적인 기품과 맑고 깨끗한 감각에 넘치는 연주를 들려주었다. 베를리오즈로부터 인상파까지가 특히 뛰어나다.
2008년 네덜란드에서 95세의 나이로 사망하였다.